# Женщины в беде
«Женщины в беде» (англ. Women in Trouble) — американская кинокомедия 2009 года режиссёра Себастьяна Гутьерреса. В главных ролях снялись Карла Гуджино, Конни Бриттон, Эммануэль Шрики и Марли Шелтон.
Теглайн фильма: High Hopes, High Anxiety, High Heels.

## Сюжет
Фильм посвящён шести женщинам из Лос-Анджелеса, жизни которых переплетаются в течение 24 часов.
Порноактриса Электра Люкс (Карла Гуджино) обнаруживает, что она беременна. Выходя из офиса своего врача, она застревает в лифте с Дорис (Конни Бриттон), сестрой Эдди (Кейтлин Китс). Эдди посещает психотерапевта Максин (Сара Кларк), и при этом спит с мужем Максин. Узнав об измене мужа от пациентки Шарлотты (дочери Дорис и приёмной дочери Эдди), Максин выбегает на улицу и садится в автомобиль. Холли и Бэмби — проститутки, их преследуют бандиты, пришедшие к их клиенту. Стюардесса Кора (Марли Шелтон) считает себя объектом привязанности рок-звезды Ника (Джош Бролин). Шесть женщин. Всех их объединяет одна вещь — проблема. Пути этих женщин случайным образом пересекаются, и такая встреча чем-то помогает каждой из них.

## В ролях
- Карла Гуджино — Электра Люкс
- Эдрианн Палики — Холли Рокет
- Конни Бриттон — Дорис
- Марли Шелтон — Кора
- Кэмерон Ричардсон — Дерби
- Гарселль Бове — Мэгги
- Элизабет Беркли — Трейси
- Эммануэль Шрики — Бемби
- Сара Кларк — Максин
- Саймон Бейкер — Трэвис
- Джозеф Гордон-Левитт — Берт
- Риа Килстедт — Рита
- Кетлин Китс — Эдди
- Ксандер Беркли — Фрост
- Кейтлин Китс — Адди Хантер, сестра Дорис
- Изабелла Гутьеррес — Шарлотта, 13-летняя девочка, дочь Дорис
- Джош Бролин — Ник Чапел, рок-звезда (барабанщик и автор песен).
- Лорен Кац — Тара, одна из тех, кто разговаривает с терапевтом
- Пол Касселл — Джей, один из людей, разговаривающих с терапевтом
- Грег Лорен — пожарный
- Саманта Шелтон — певица в Ruby's Caribbean (бар)
- Антонио Гранья — Джимбо, мафия

## Производство и сиквел
Режиссёром фильма стал Себастьян Гутьеррес. Съёмки картины проходили в Лос-Анджелесе. Премьера фильма прошла на Кинофестивале в Техасе. В прокат фильм вышел 13 ноября 2009 года. Позже был снят сиквел «Электра Люкс». Режиссёром и сценаристом остался Себастьян Гутьеррес. В картине снялись Карла Гуджино, Джозеф Гордон-Левитт, Тимоти Олифант, Алисия Сильверстоун и Джастин Кёрк.

## Критика
Фильм имеет, в основном, отрицательные отзывы критиков. В Rotten Tomatoes он имеет рейтинг 29 % на основе 21 отзыва критиков. На Metacritic фильм получил рейтинг в 43 % положительных отзыва. Джон Дефор из «The Hollywood Reporter» написал: «Сценарий Гутьеррееса конечно не сравним с Альмодоваром, но героини очень забавны».